# باولو تارتو
باولو تارتو (بالبرتغالية: Paulo Tarrto‏) (مواليد 12 أبريل 1914) هو سبّاح برازيلي، مثّل بلاده في الألعاب الأولمبية الصيفية 1936.

## روابط خارجية
باولو تارتو على موقع أوليمبيديا (الإنجليزية)